# Marja Haring
Marja Haring (1957) is een Rotterdams architect.
Ze trad in 1990, als eerste vrouwelijke architect, in dienst bij het Ingenieursbureau Gemeentewerken Rotterdam. Daar ontwierp ze een groot aantal projecten in de openbare ruimte: scholen, metrostations, bruggen, viaducten, geluidsschermen en straatmeubilair. Ze heeft bijna honderd bruggen in Rotterdam ontworpen. Haar ontwerpen kenmerken zich door een heldere vormgeving en integratie in de stedelijke context.
In 2013 startte ze haar eigen bureau, waar ze onder andere focust op huisvestingsprojecten.

## Projecten (selectie)
- 1987-1993 - Station Rotterdam Blaak, met Harry Reijnders[2]
- 2000 - VOC-brug (Delfshaven / Rotterdam)[3]
- 2003 - Afvalbakken (Rotterdam)[3]
- 2006 - metrostations Rodenrijs en Melanchthonweg (Rotterdam)[4]
- 2007 - Inrichting van de Zaagmolenkade (Rotterdam)
- 2009 - Rode brug (Utrecht)
- 2009 - Spaanse Brug (Overschie / Rotterdam)[3]
- 2011 - Puntbrug (Rotterdam)
- 2013 - Ibisbrug (Rotterdam), duurzaamheidsprijs Nationale Staalprijs 2024[5]
- 2018 - Bouwblok aan Müllerpier (Rotterdam)[6]

## Afbeeldingen

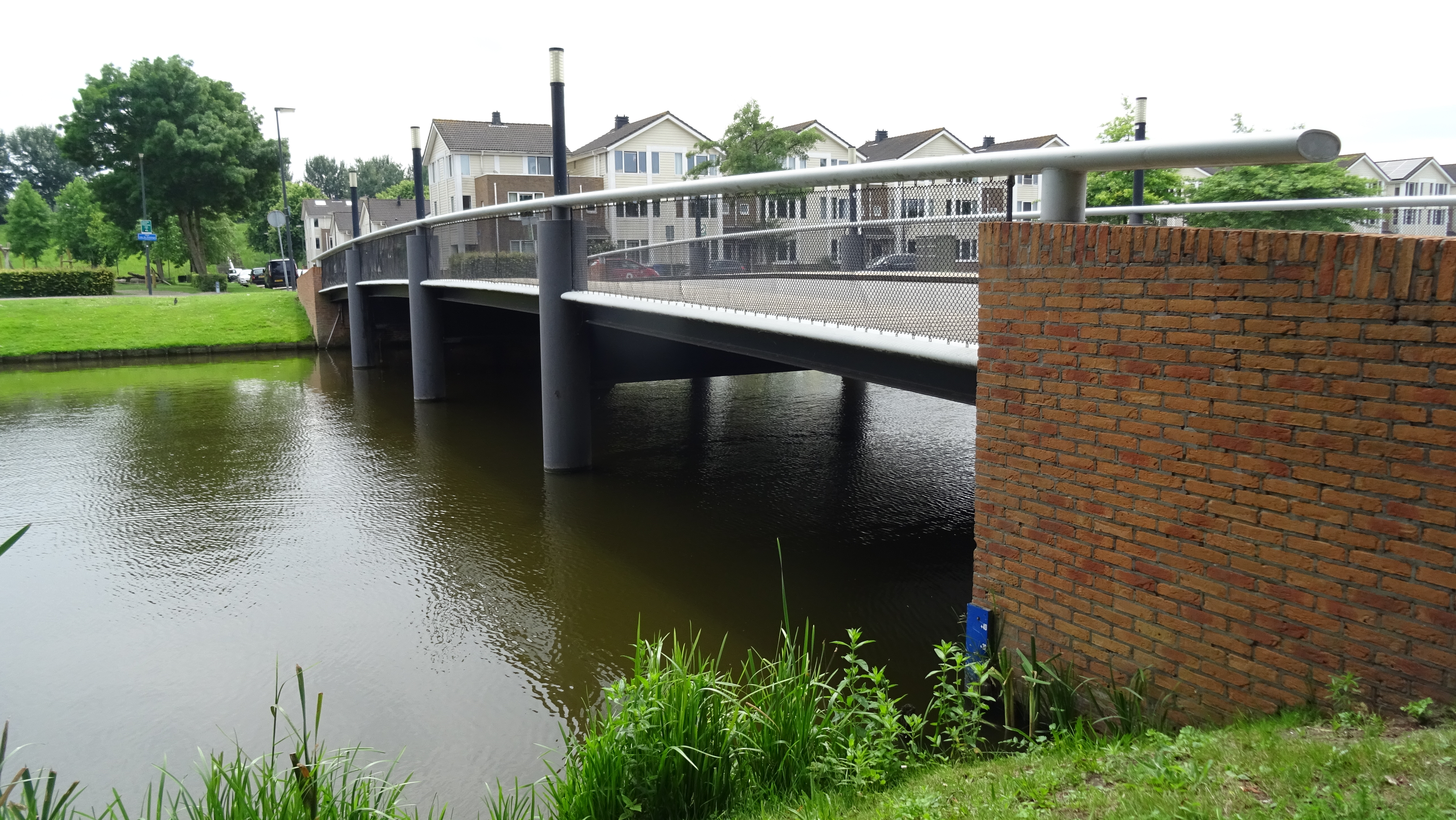
1e Dirk van Prooijesingelbrug, Terbregge
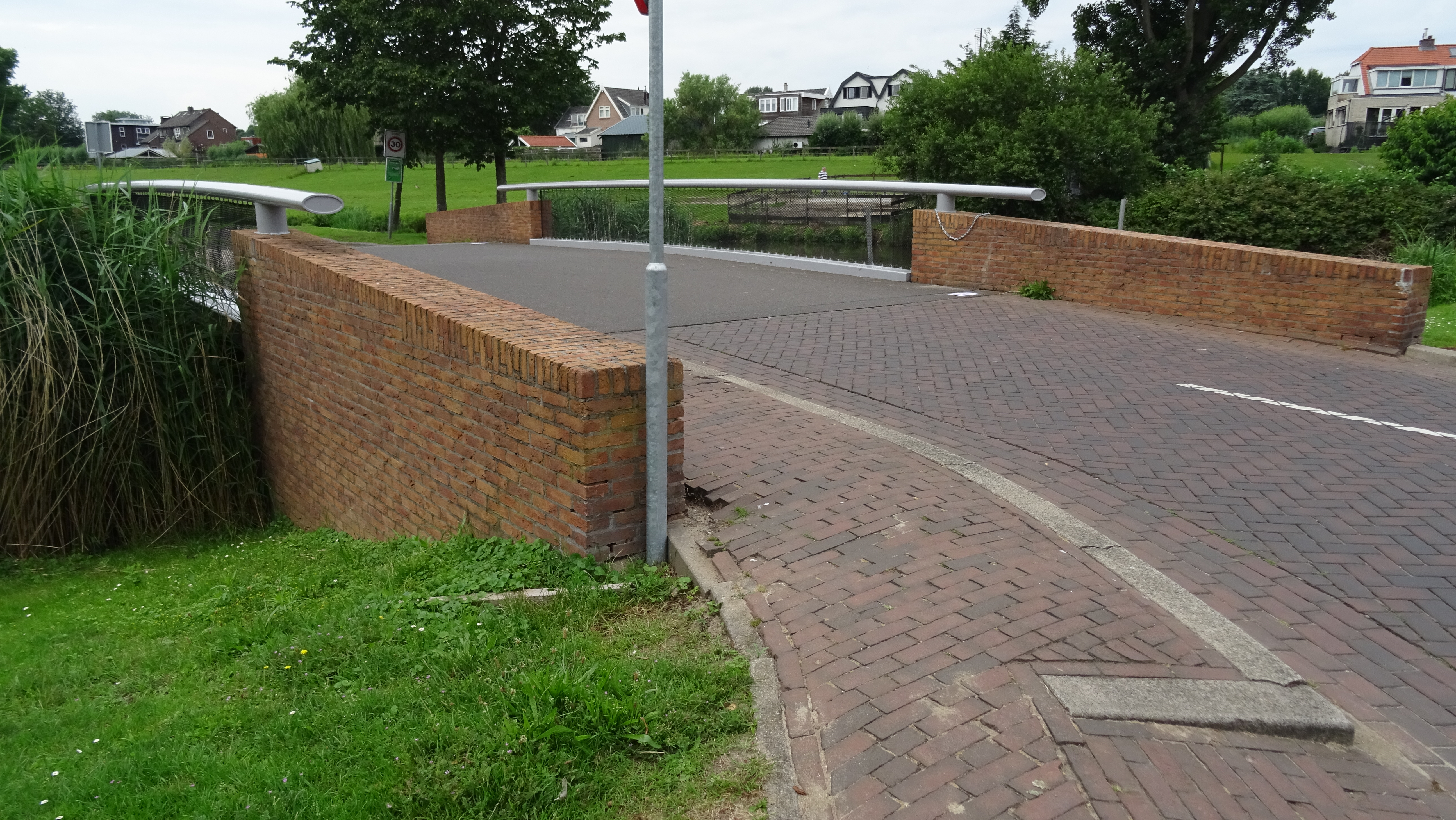
2e Dirk van Prooijesingelbrug, Terbregge
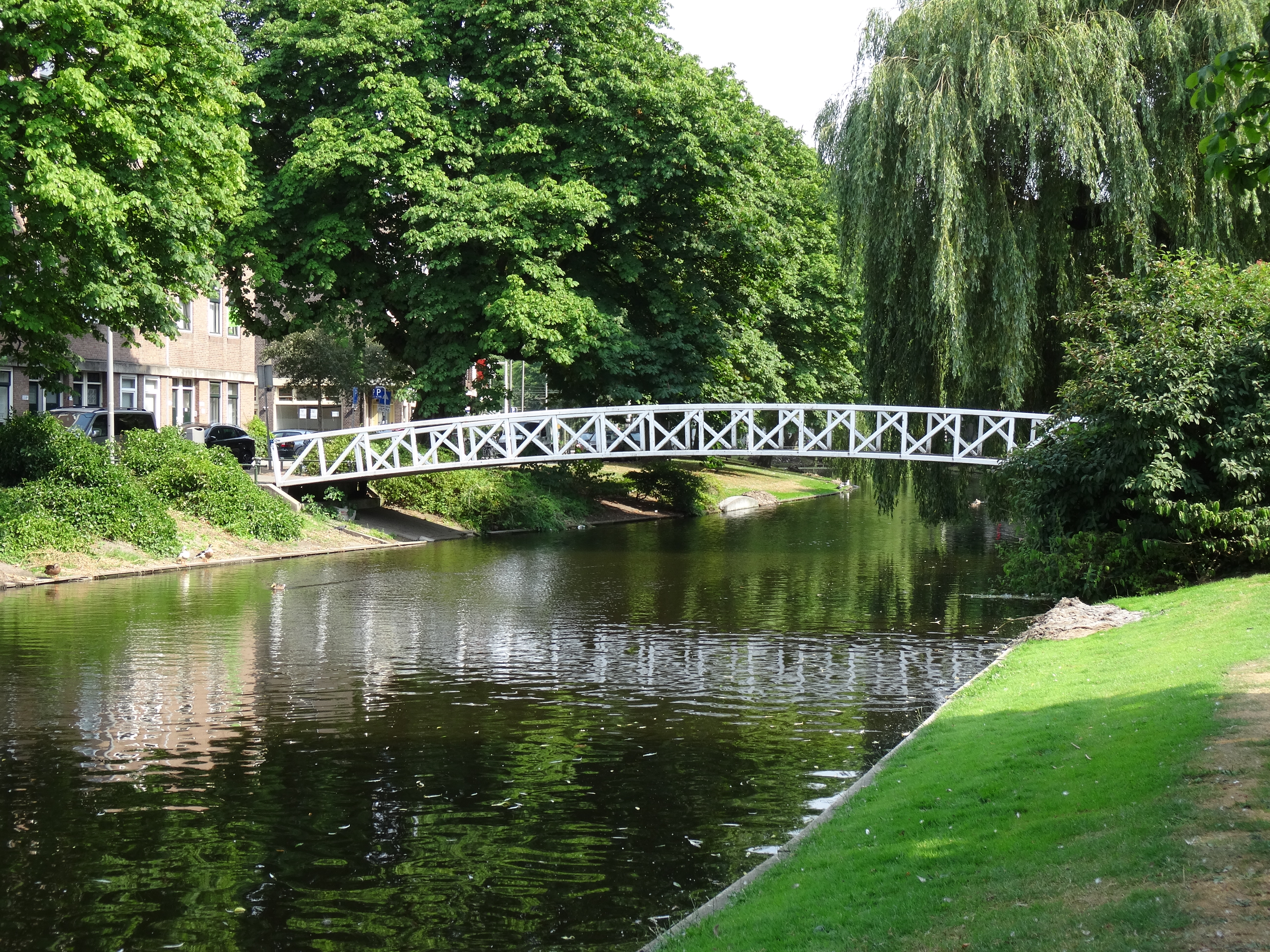
Bergsingelbrug, Rotterdam
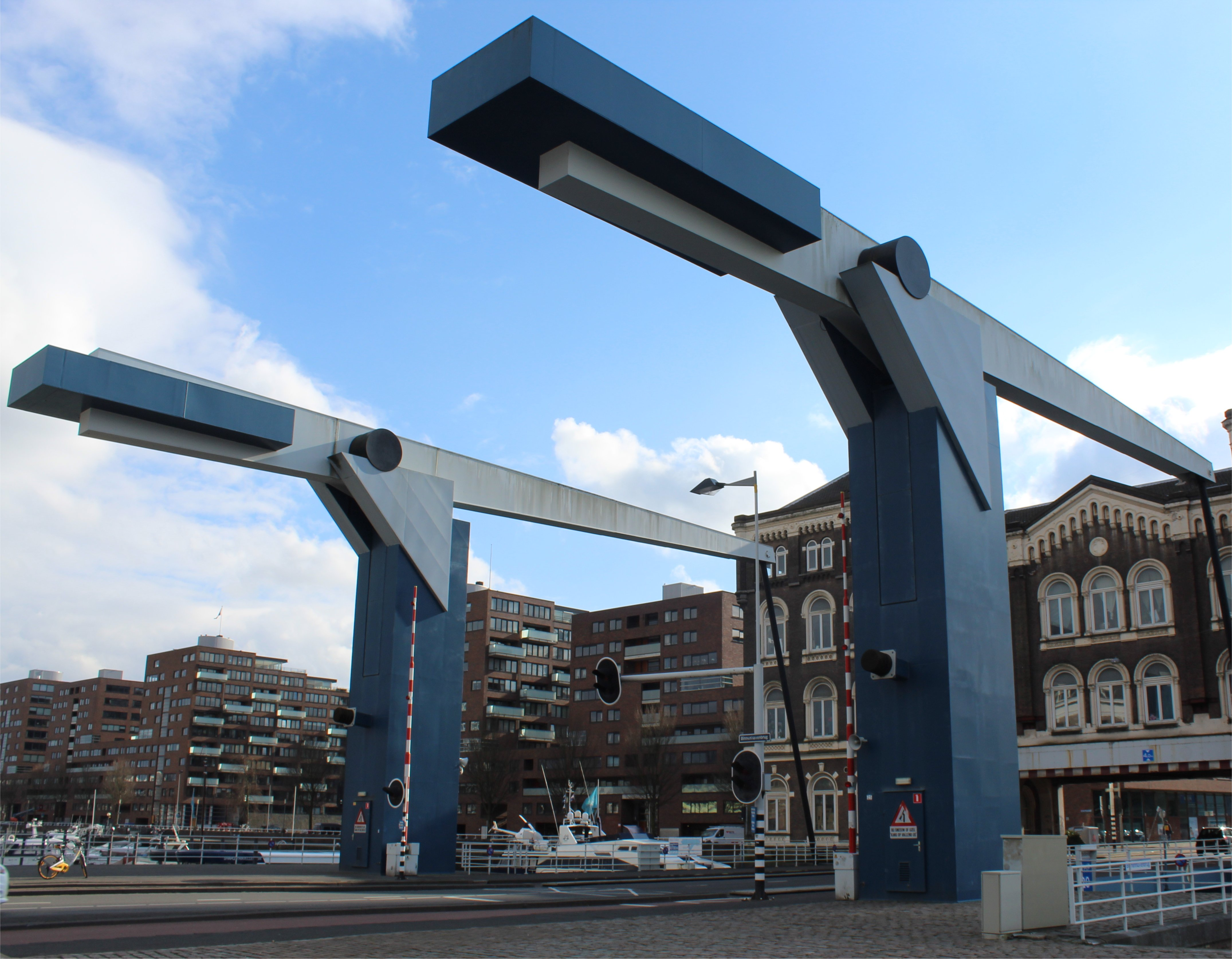
Binnenhavenbrug, Rotterdam
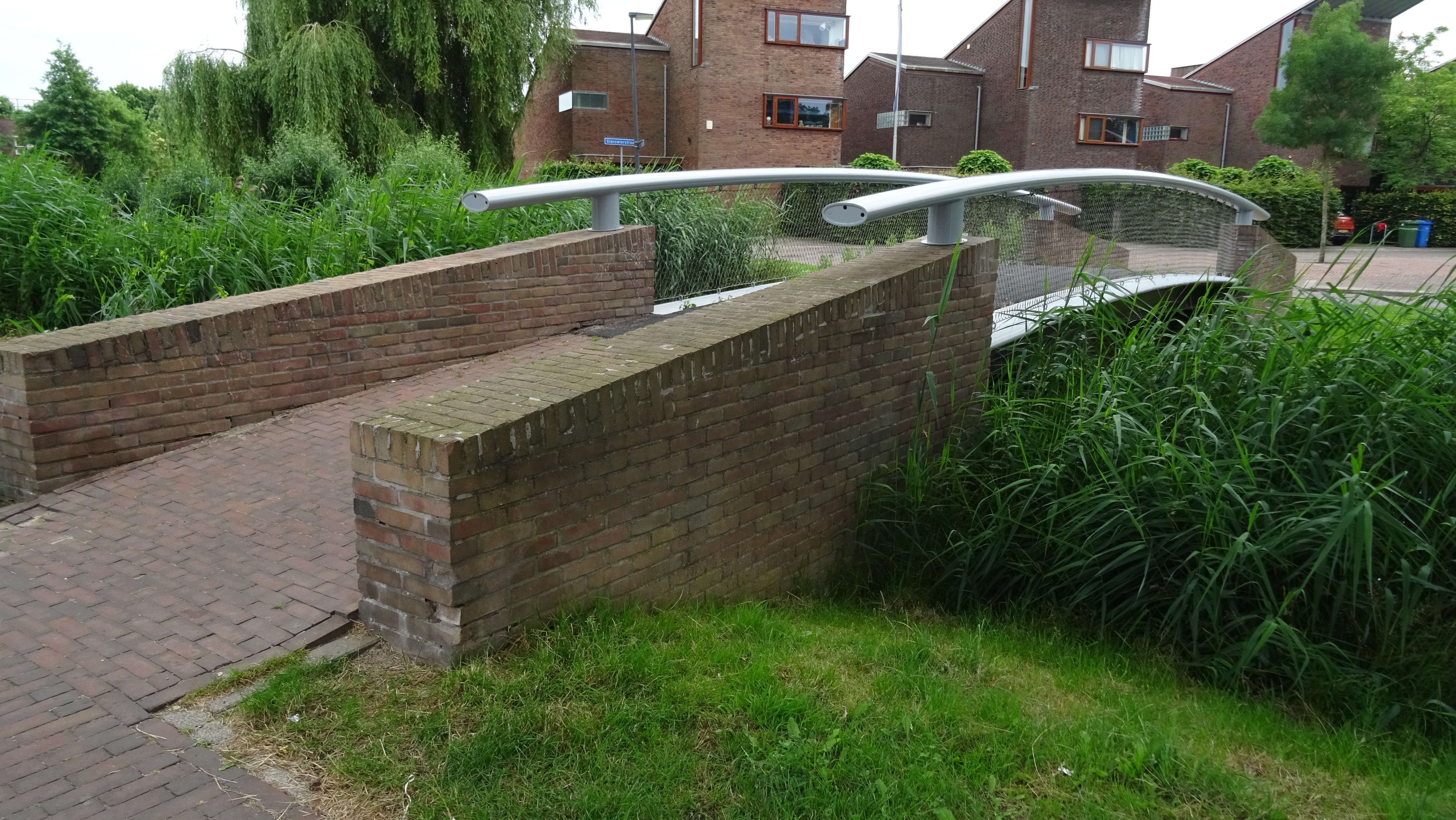
Hertshooistraatbrug, Terbregge
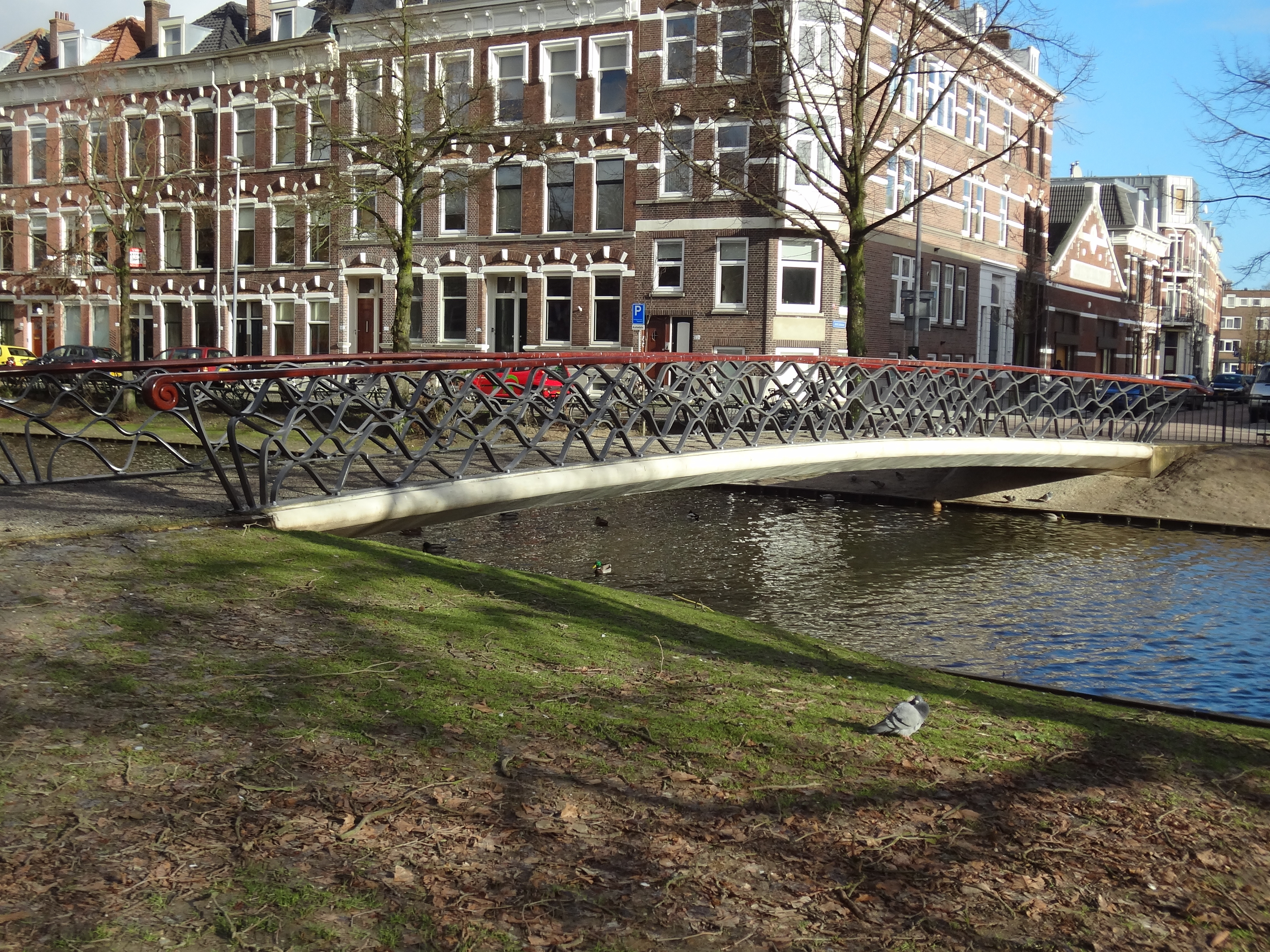
Hoevebrug, Provenierswijk, Rotterdam
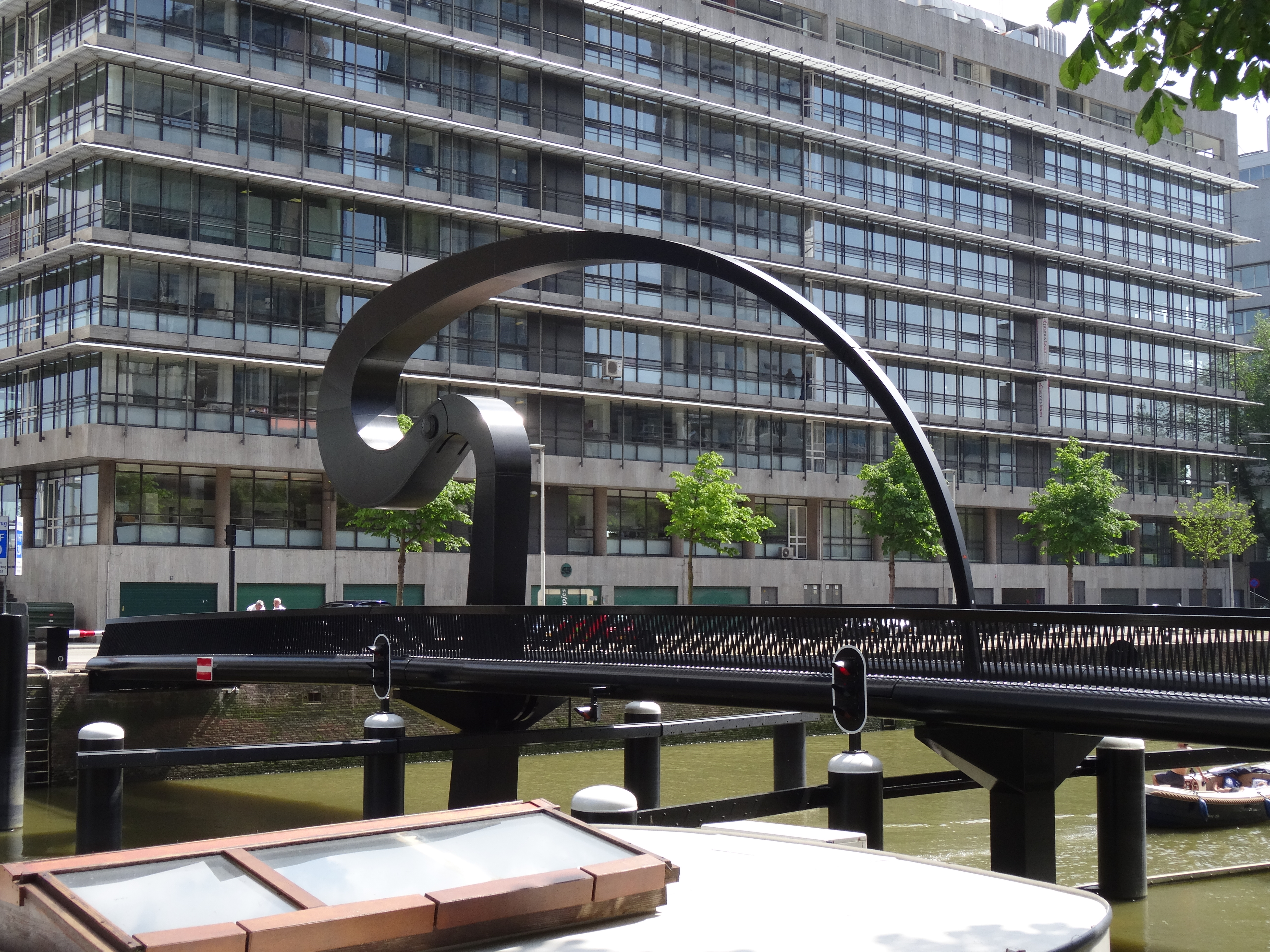
Ibisbrug, Rotterdam
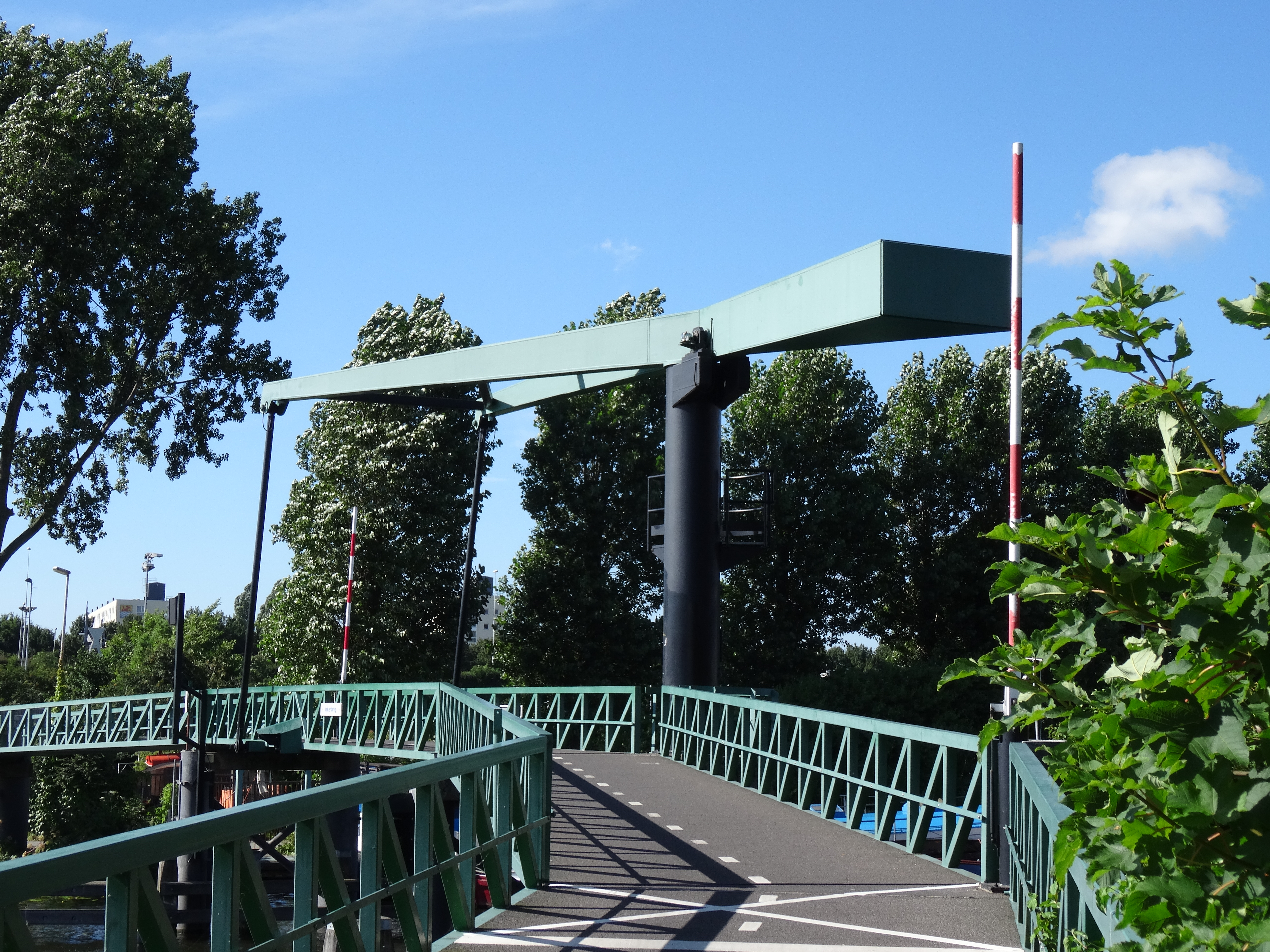
Jonkersbrug, Rotterdam
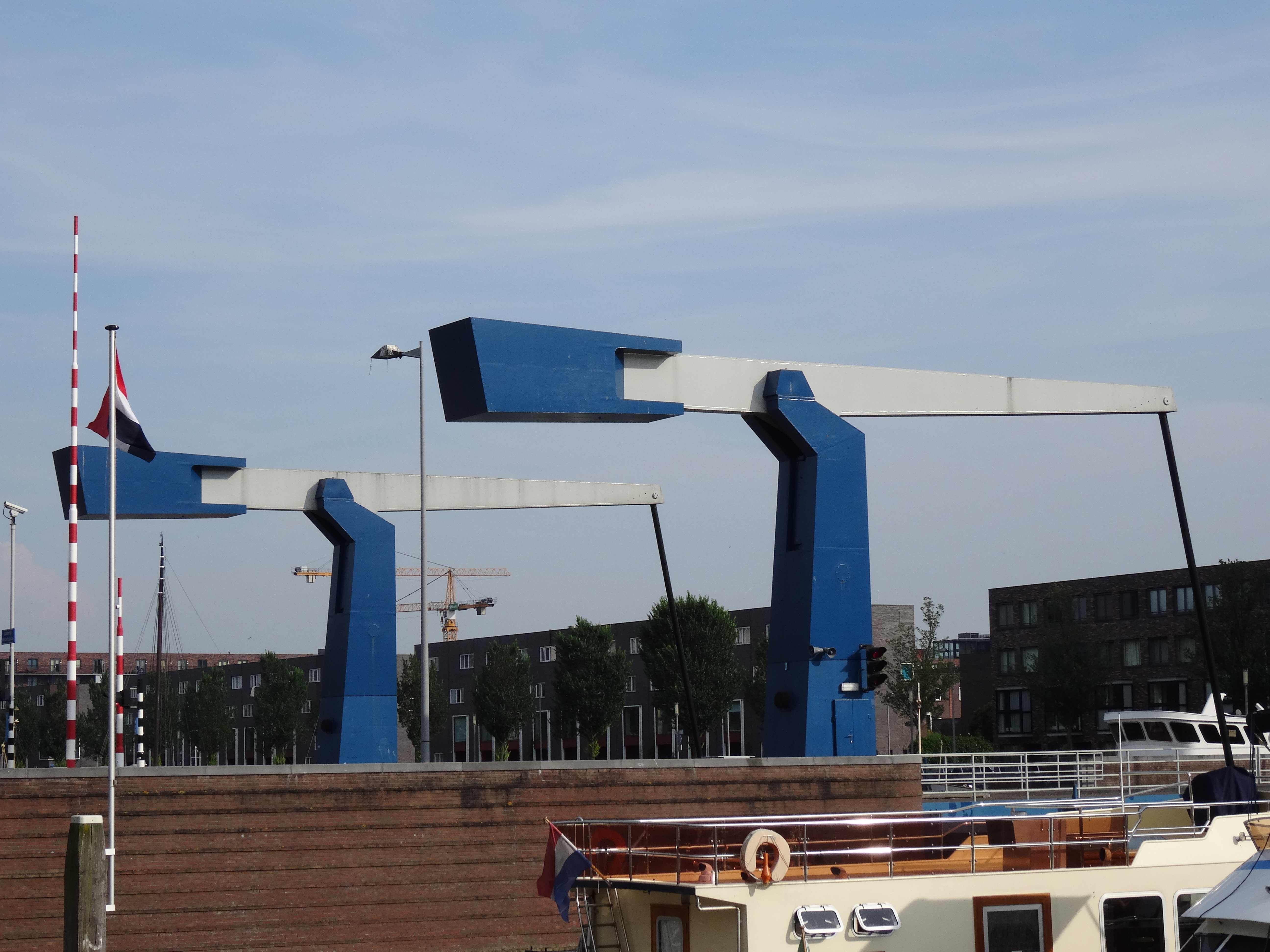
Lodewijk Pincoffsbrug, Rotterdam
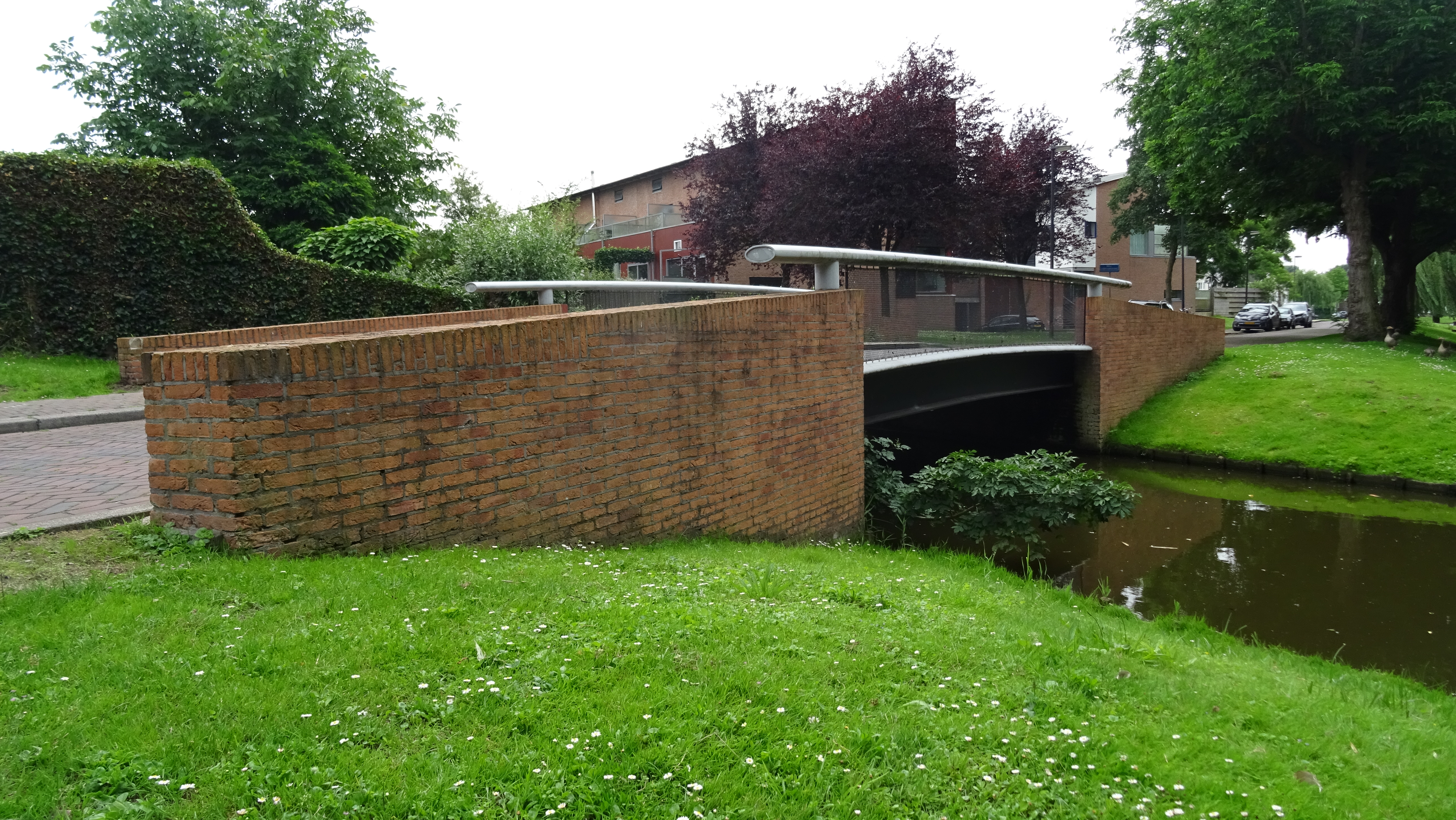
Marie Baronstraatbrug, Terbregge
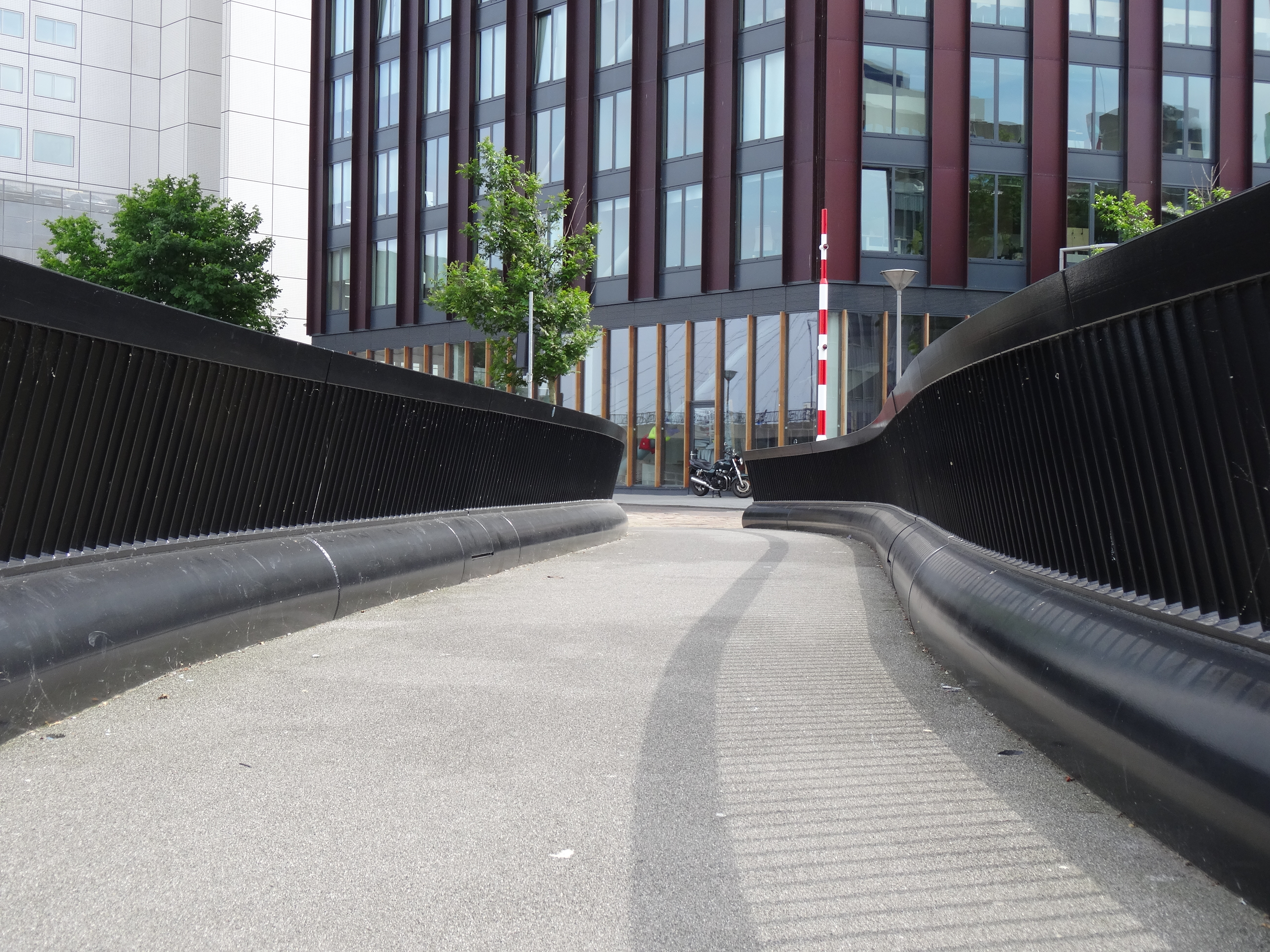
Puntbrug, Rotterdam
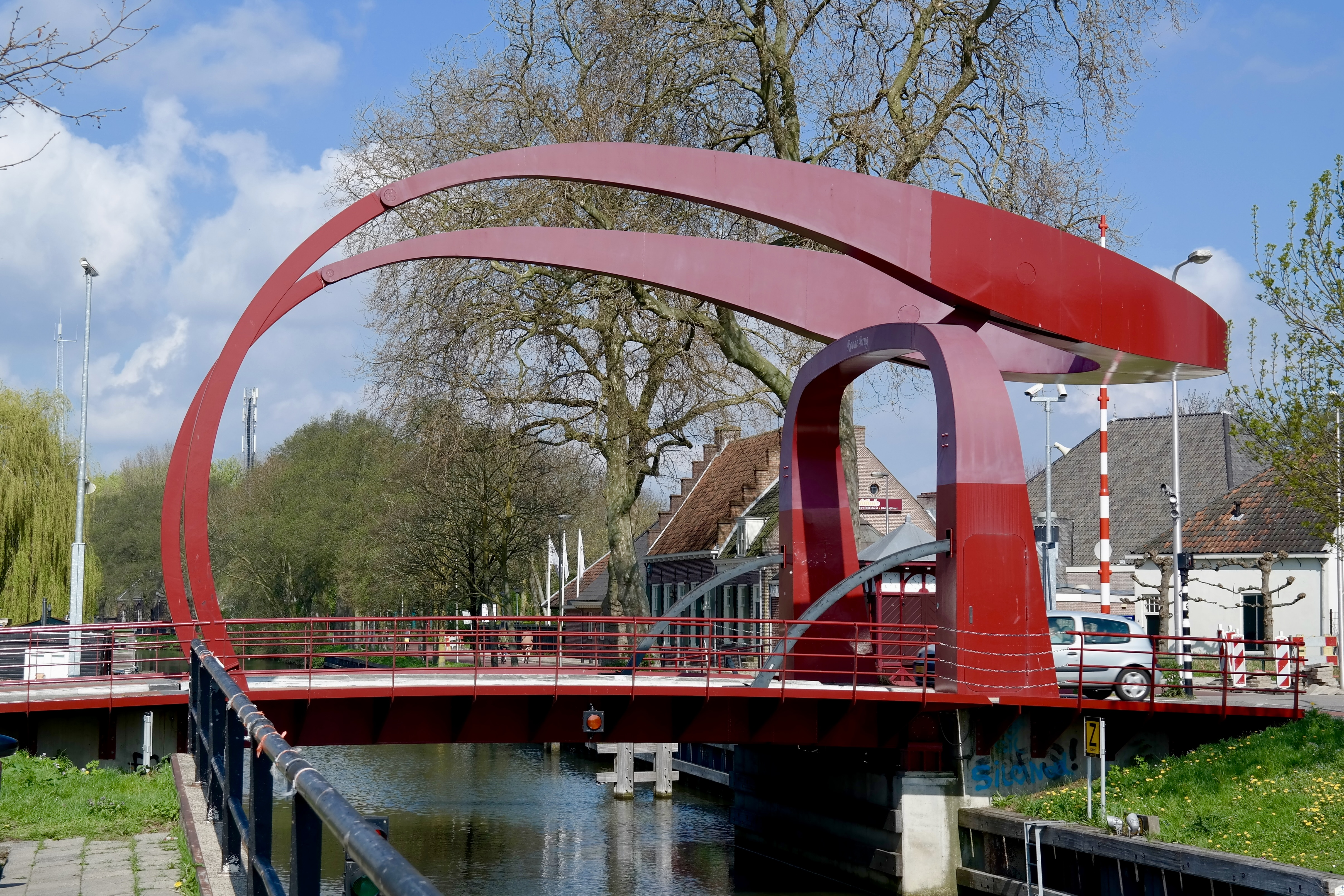
Rode Brug, Utrecht
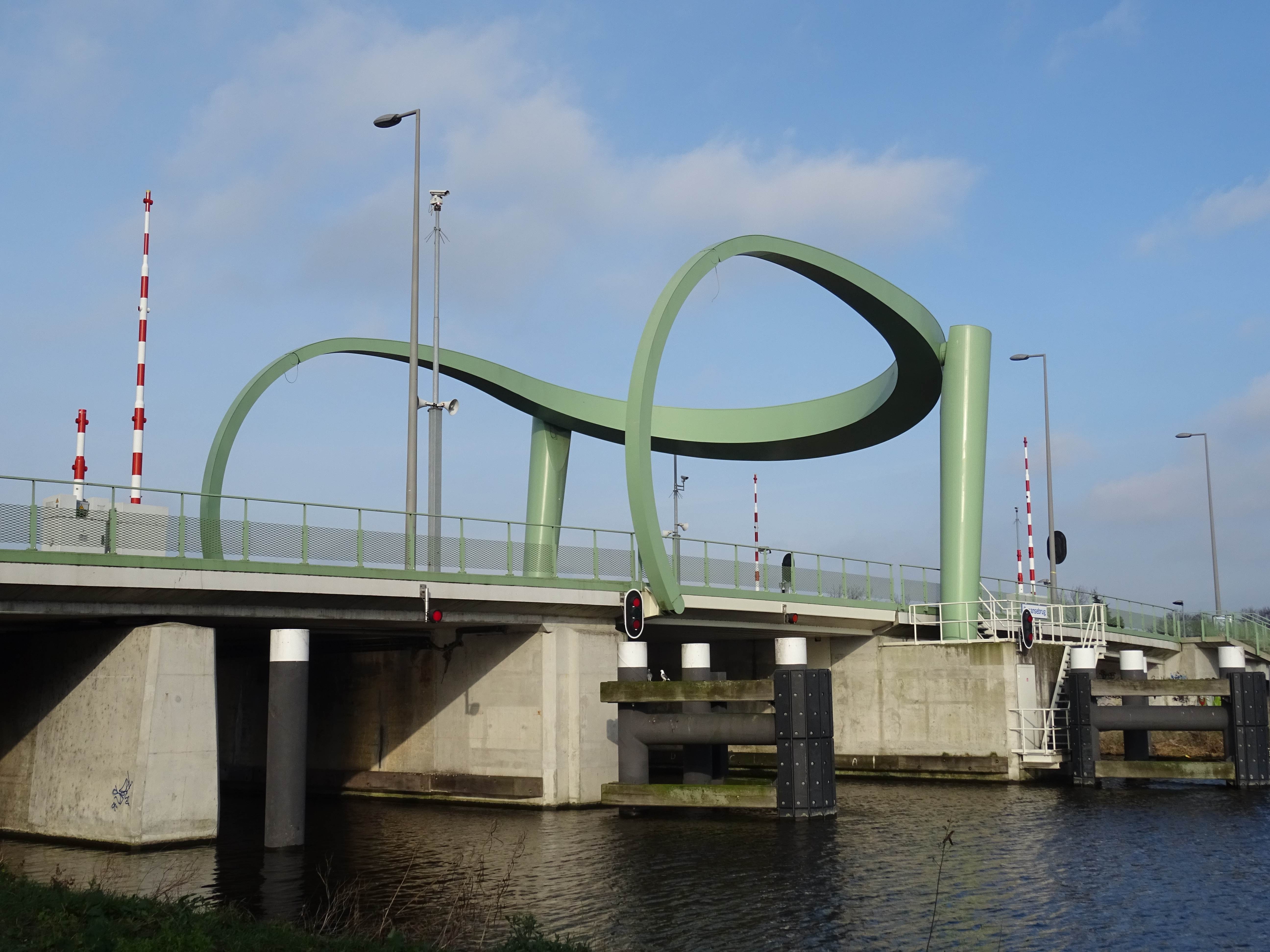
Spaansebrug, Rotterdam
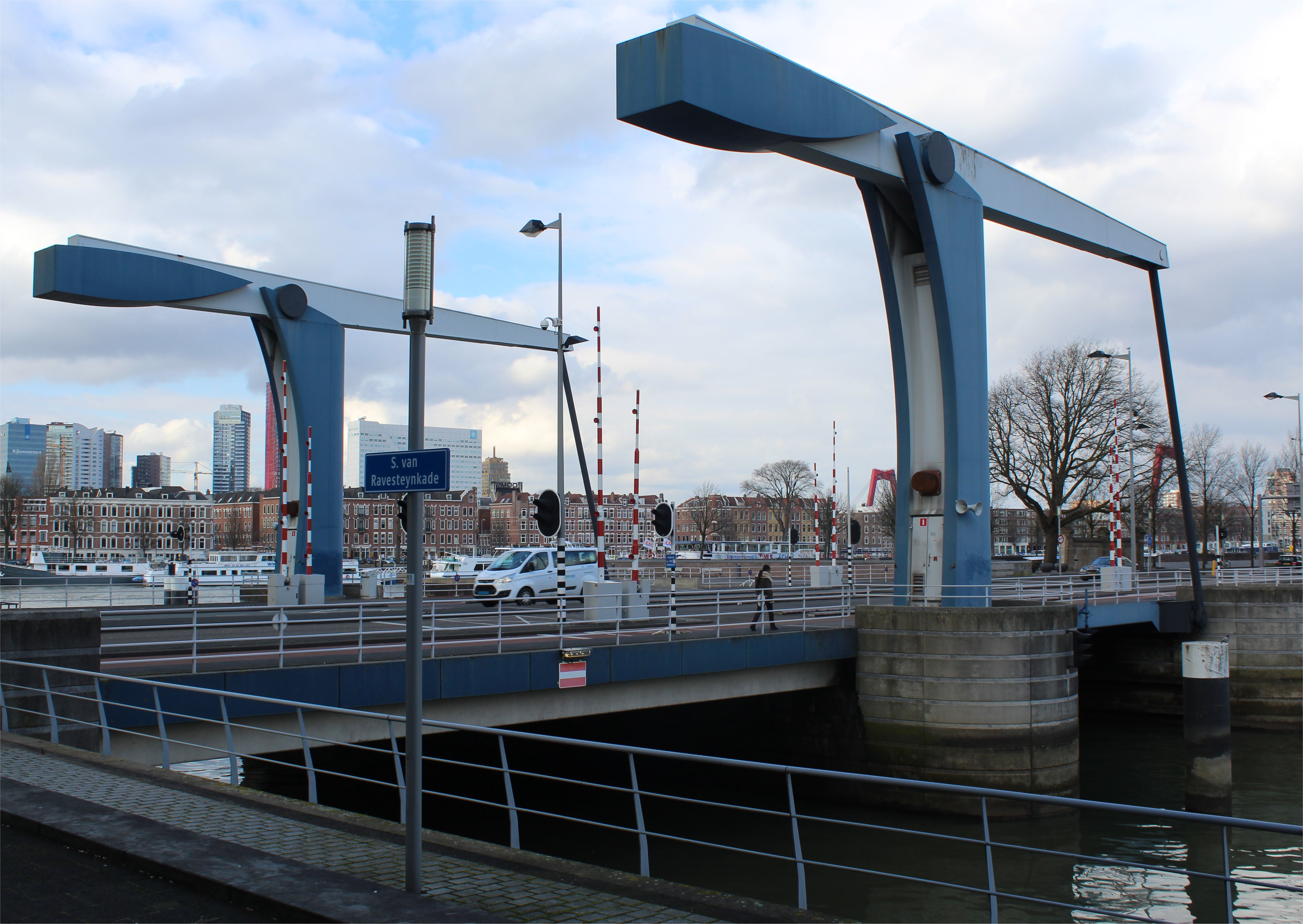
Spoorweghavenbrug, Rotterdam
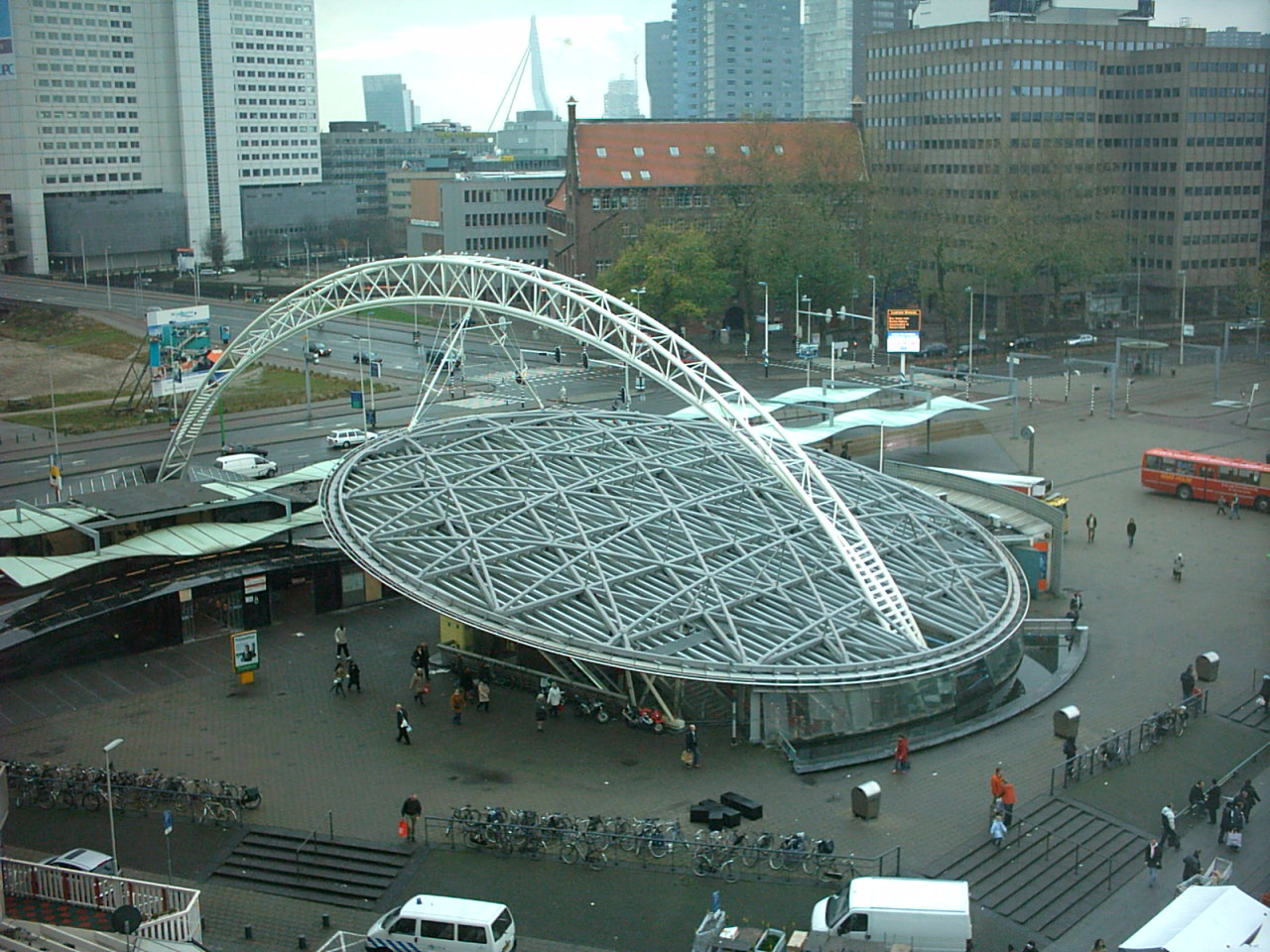
Station Rotterdam Blaak
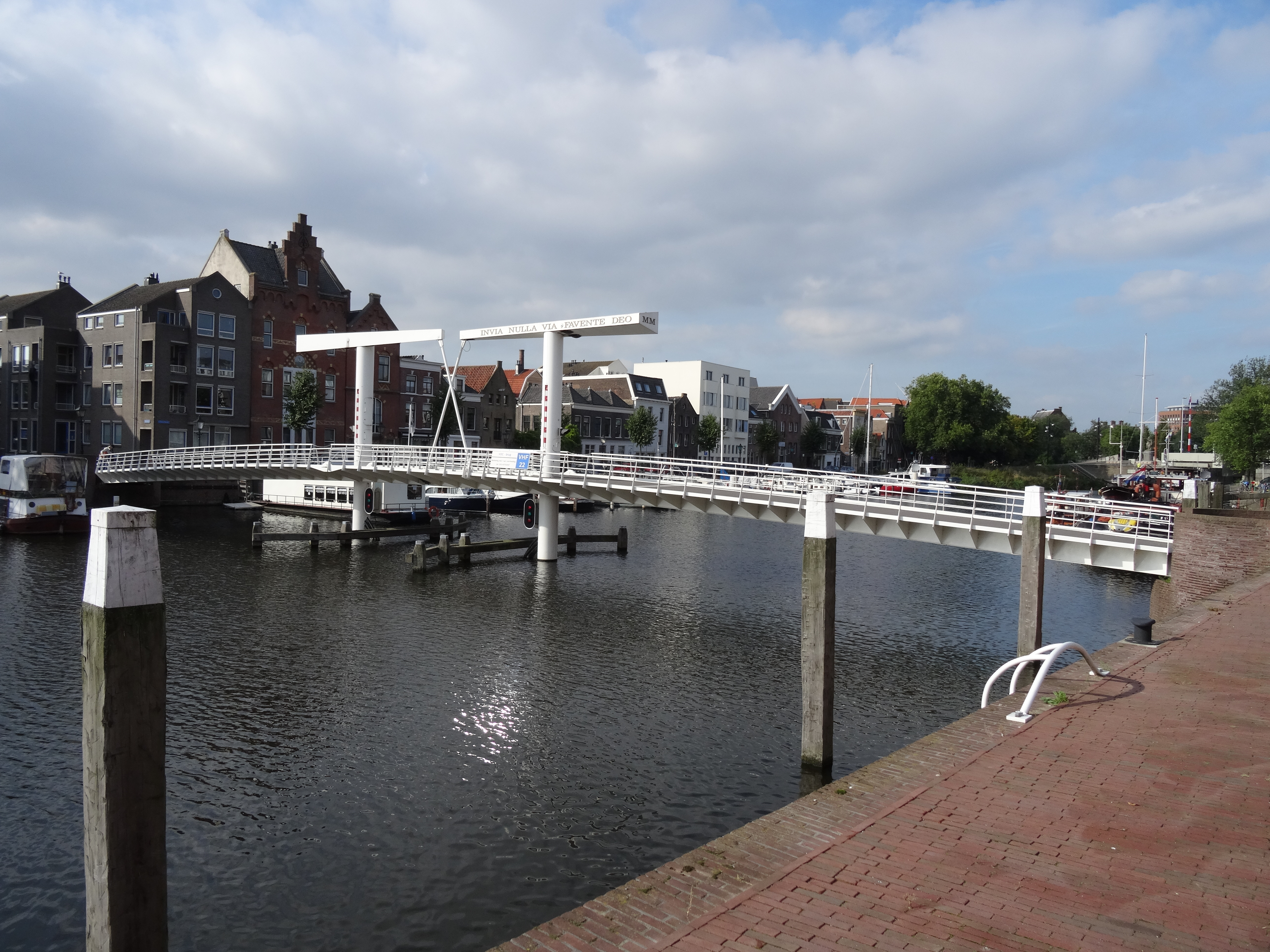
V.O.C.-brug, Delfshaven
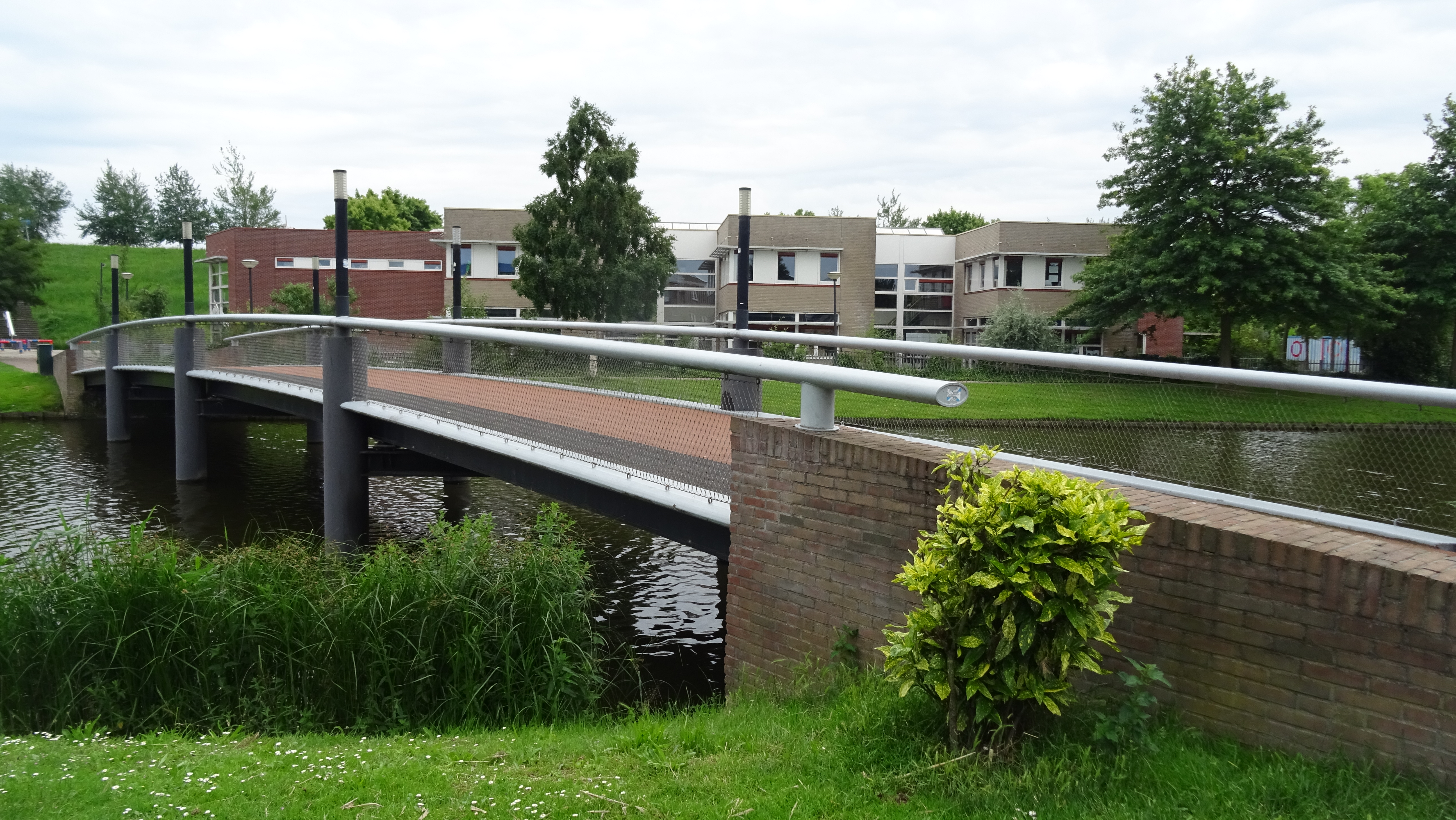
Walstropleinbrug, Terbregge
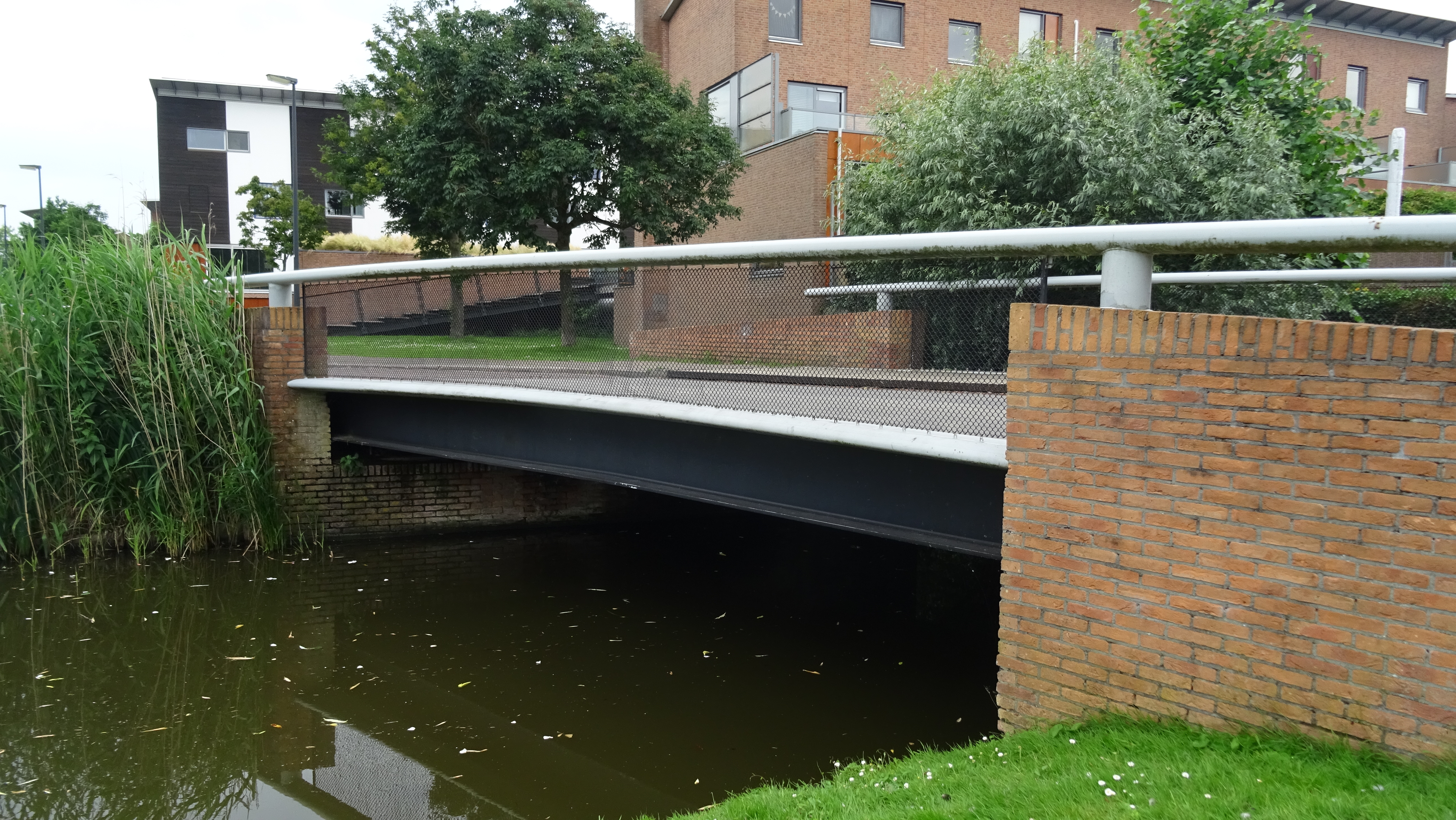
Willy den Oudenstraatbrug, Terbregge
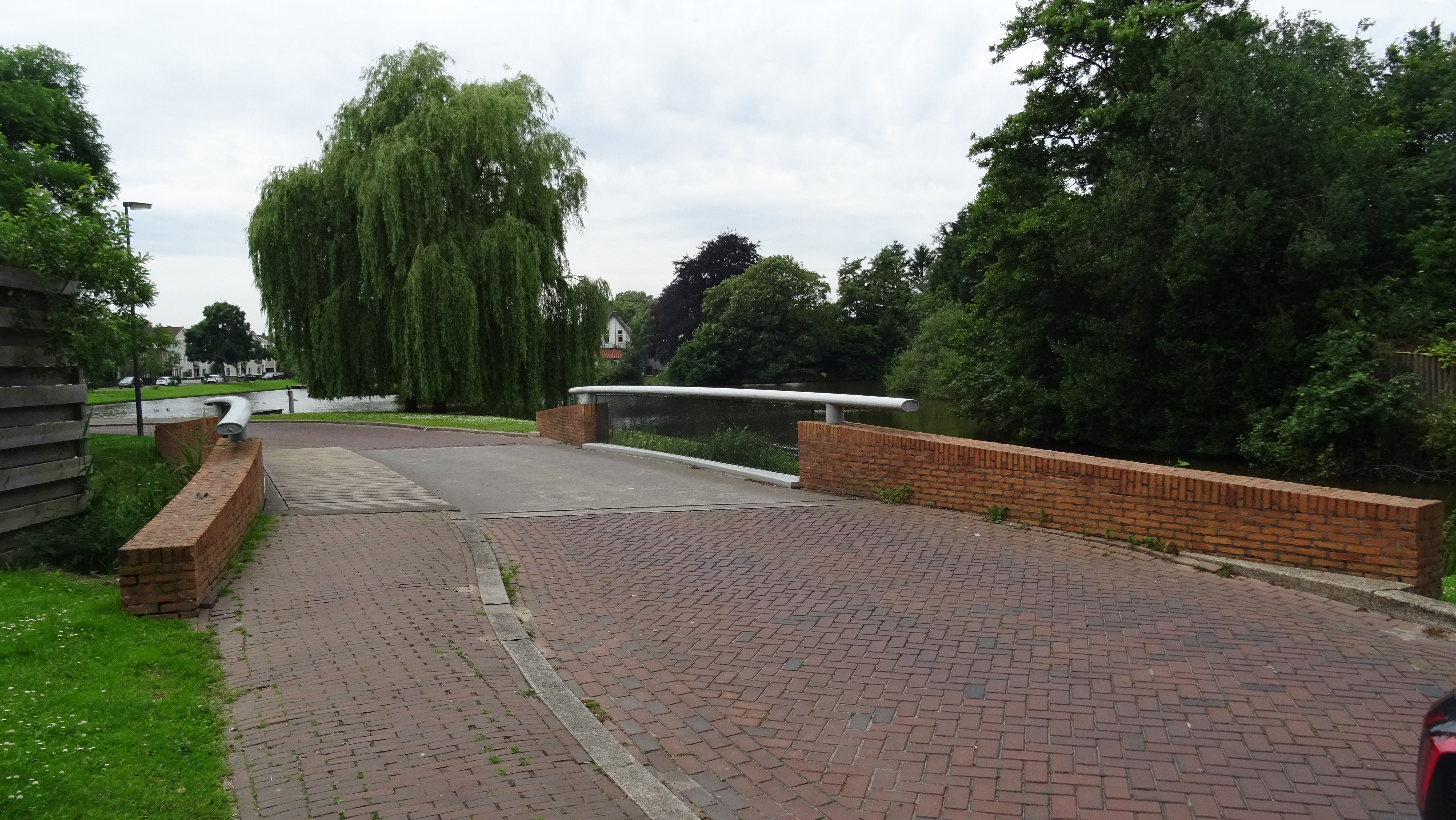
Willy Lagermanstraatbrug, Terbregge
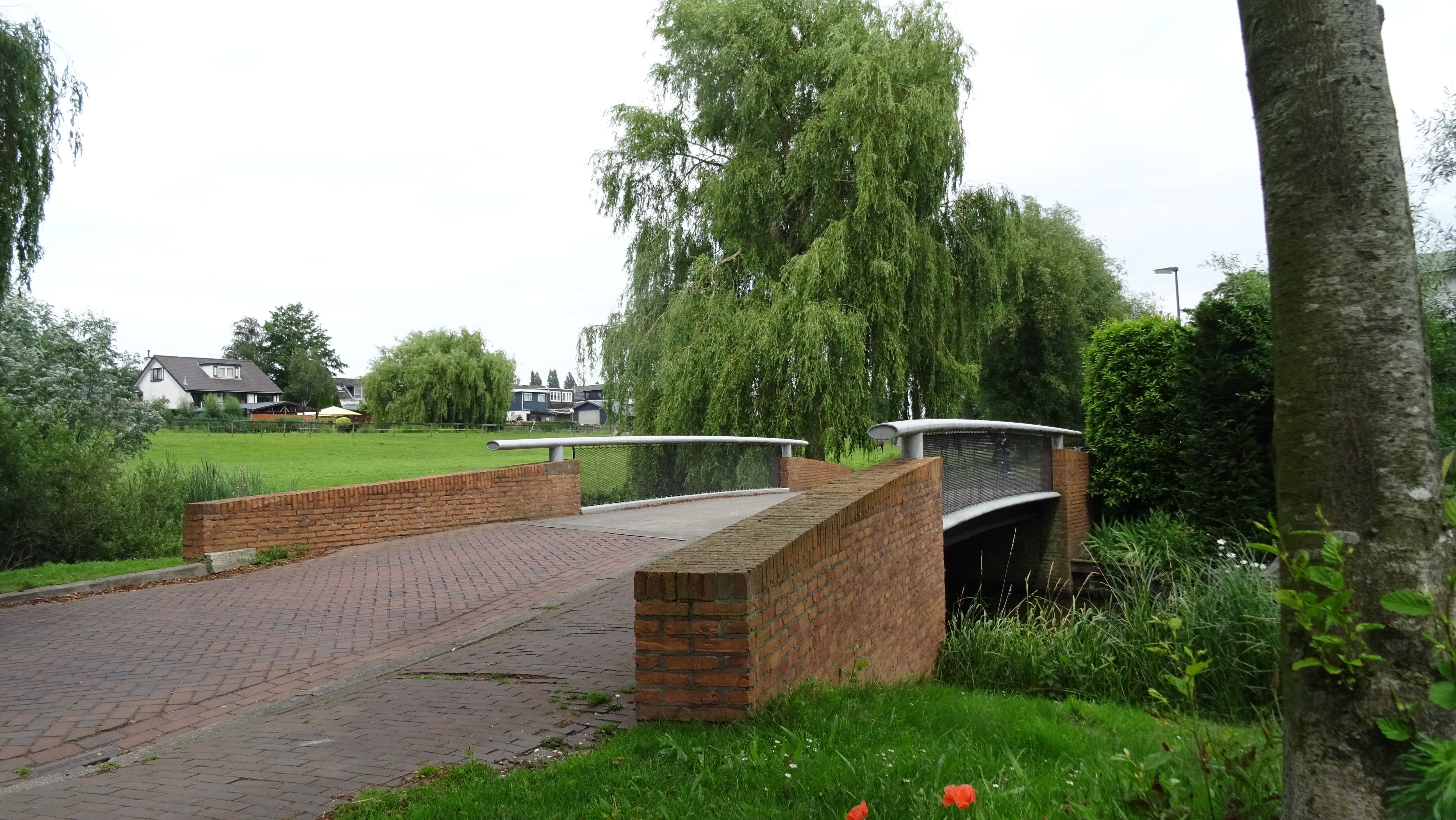
Zus Braunstraatbrug, Terbregge